# جان الوی
جان الوی (متولد ۲۸ ژوئن ۱۹۶۰)، بازیکن فوتبال آمریکایی در تیم دنور برانکوز است که اکنون مدیریت عمومی باشگاه را بر عهده دارد.
جان الوی تمام عمر حرفه‌ای خود را در تیم دنور برانکوز سپری کرده‌است و در سال ۱۹۹۹ بازنشسته شده، به همین دلیل در ایالت کلرادو و در بین طرفداران فوتبال آمریکایی در این ایالت، به یک اسطوره تبدیل شده‌است.